# سفید بر سفید
ترکیب‌بندی سوپره‌ماتیستی: سفید بر سفید (انگلیسی: Suprematist Composition: White on White) نقاشی رنگ روغن آبستره‌ای از کازیمیر ماله‌ویچ است که سال ۱۹۱۸ (یک سال پس از انقلاب اکتبر) کشیده شد. این نقاشی از نمونه‌های مشهورتر جنبش سوپره‌ماتیسم روسی برشمرده می‌شود.